# Richard Mohaupt
Richard Mohaupt   (Breslau, 14 de setembre de 1904 - Reichenau an der Rax, 3 de juliol de 1957) va ser un compositor i mestre de capella alemany i nord-americà.

## Biografia
Richard Mohaupt va estudiar música a la seva ciutat natal, Breslau. Va estudiar piano, composició, contrapunt i fuga amb Rudolf Bilke i, posteriorment, direcció d'orquestra amb el vienès Julius Prüwer (1874-1943).
Després dels estudis va treballar com a pianista repertorista i director musical a Breslau, Aquisgrà i Weimar i després va fer una gira de concerts amb la seva dona, la violinista Rosa Gottlieb per la Unió Soviètica i Àsia durant els anys 1931-1932. A partir de l'any 1933 Mohaupt treballaria majoritàriament per a la UFA, la companya de producció de cinema alemany, pel qual es va traslladar a Berlín.

### Berlín
El 1936, l'Alemanya nazi va celebrar el seu primer èxit mediàtic, els Jocs Olímpics de Berlín, dins el festival de ballet; a més de les competicions esportives, la capital d'Alemanya també va ser seu de nombroses obres de teatre, entre elles el ballet Die Gaunnerstreiche der Courasche de Mohaupt. Aquest va ser un gran èxit que li va donar reconeixement nacional i internacional, però Mohaupt no va poder gaudir d'això, perquè just després d'aquest èxit els Nazis el van culpar de compondre a l'estil dels Bolxevics i va ser exclòs de la Reichsmusikkammer al maig de 1937, fet que li prohibeix practicar el seu art.
L'estiu de 1947, el seu germà Hanns Mohaupt va rebre a Berlín una carta urgent de Richard Mohaupt, de Nova York. Richard va preguntar a Hanns on es trobava un tal Siegfried Muchow, un pianista que va denunciar a la Scala. «Durant uns anys, aquest porc m'ha denunciat a la Gestapo», va escriure Richard Mohaupt, «les seves insinuacions em van portar a un judici polític amb un tribunal especial nazi». Mohaupt volia que Muchow fos jutjat. A partir del cas de Richard Mohaupt i de la Scala, amb totes les seves repercussions, s'il·lumina el delicat tema de la relació entre dansa i músics de jazz i la política quotidiana del Tercer Reich.
Parcialment per contrarestar Muchow i també per ajudar a Richard Mohaupt, Stenzel va contractar Mohaupt el 1934 com a suplent i arranjador. Aquesta va ser tot just una posició adequada per als vint-i-nou anys, però ja estava fortament compromès políticament i necessitava refugi. Al final de la República aquest talentós pianista i compositor havia estat un avantguardista musical i, com a col·laborador de Hanns Eisler, Kurt Weil i Bertolt Brecht, havia estat en el mitjà de la política de partits comunistes. A partir de gener de 1933, Mohaupt començar a veure la possibilitat de ser també un compositor de cinema. Muchow va a entrar a formar part de la Scala, un organisme molt important en el món musical de l'època.
Muchow va decidir fer un registre acurat de les proves antinazis que podia tenir de Mohaupt i d'una «possible política jueva» pel que fa a la gestió del personal de la Scala i del repertori artístic. A l'octubre de 1936 va reunir suficients proves per portar Mohaupt a un dels tribunals especials nazis, el que resultat en una admonestació severa.
El novembre de 1937, van començar els assajos de la seva òpera Die Wirtin von Pinsk, un encàrrec de Karl Böhm per a l'Òpera de Dresden. S'estrena el 10 de febrer de 1938, però la resta d'actuacions que hi havien programades se suspenen a causa de les crítiques publicades al diari Der Angriff, que era l'òrgan de propaganda del ministre Goebbels. Amb aquesta exclusió Mohaupt i la seva dona, d'origen rus i de «raça no-ària», van fugir als Estats Units durant l'hivern de 1938 i van anar a viure a Nova York.

### Nova York
Durant la travessia de l'Atlàntic cap als Estats Units al març de 1939, l'autor va compondre la seva Primera Simfonia subtitulada Ritme i Variacions. Neguitós per al seu futur en un país estranger, Mohaupt està inspirat i fascinat per la bellesa del Sol i els colors en el soroll de la maquinària. «Aquest estranya combinació de ritmes va captivar la meva oïda i em va donar la idea de transcriure en temes musicals».
La parella va arribar a Nova York, unint-se al seu ex professor Julius Prüwer, que havia emigrat des de 1933, era professor de la New York College of Music. A causa de la gestió privada dels cinemes nord-americans, Mohaupt deixa de banda la seva passió per l'escenari i es reorienta cap a la música simfònica. Durant el seu exili americà, Mohaupt va treballar principalment com a professor de música i també per la música de cinema, la ràdio i la televisió. També ell mateix va veure que la música simfònica es venia molt millor. Això va portar a la composició de la seva obra més famosa, el Town Piper Music, que va ser estrenada mundialment en la dècada del 1950. Va ser interpretada també per Karl Böhm amb el títol alemany Stadtpfeifermusik. Les seves composicions orquestrals van ser creades i interpretades per cèlebres orquestres, com ara l'Orquestra Simfònica de l'NBC (amb Leopold Stokowski) i la Filharmònica de Nova York sota la direcció de Dimitris Mitrópoulos. També va compondre òperes en aquest moment, però sobretot per als teatres d'òpera alemanys, entre els quals estaven Max und Moritz (1949) que s'estrena a l'Staatstheater de Karlsruhe amb la coreografia d'Alfredo Bortoluzzi.
L'any 1941 es va estrenar la comèdia de ball Lisístrata, que més endavant va esdevenir una sèrie d'episodis coreogràfics. Els cinc episodis («The wives on strike», «Dance mondaine», «Conspiracy of the husbands», «Rondo of the girls» i «Dances of the huntress») van ser compostos el 1946, editats el 1951 i després revisats el 1955. L'obra es va estrenar a Karslruhe sota el títol Der Weiberstreik von Atenes l'any 1957.
El 1955 Richard Mohaupt va tornar a Europa i va anar a viure a Àustria, després de sis anys d'exili, fins a la seva mort. Va morir abans de veure l'estrena mundial de la seva última òpera Der grüne Kakadu segons les paraules d'Arthur Schnitzler.

## Obra

### Ballets
- Die Gaunerstreiche der Courasche (1936; estrena mundial el 1936 a Berlín)
- Max und Moritz (1949; estrena mundial el 1949 a Karlsruhe)
- Der Weiberstreik von Athen (1957; estrena mundial el 1957 a Karlsruhe)

### Banda
- In modo classico, obertura en Si bemoll (1940)
- Partita per a quatre trompetes en Si bemoll (1941)
- Town Piper Music, arr. (1949)

### Cambra
- Fantaisie sobre el vals de Faust de Gounod per clarinet, saxofon alt i piano (1939)
- Muezzin's Song per corn anglès i piano (1940)
- Nocturn per oboè i piano (1940)

### Concert
- Concert per a piano i orquestra (1938; estrena mundial el 1938 a Varsòvia; estrena mundial de la versió revisada el 1951 al festival IGNM a Frankfurt/Main; pub. Nova York, 1952)
- Concert per a violí i orquestra (1945; estrena mundial el 1954 a Nova York)
- # Capriccio
- # Notturno. Lento
- # Rondo rustico. Vivace
- Banchetto musicale per a dotze solistes i orquestra (Berlín, 1956)

### Cor
- Das goldene Byzanz per cor, tenor i orquestra (pub. Berlín, 1955)

#### Inacabades
- Bucolica per doble cor i orquestra (Nova York, 1948)
- Canto Campestre per quatre solistes, cor mixt, cor infantil i orquestra sobre un text llatin

### Escena
- Much ado about nothing, obertura pel Beaucoup de bruit pour rien de Shakespeare (1940)

### Histories infantils
- Billy rings the bell (Delmar Molarsky)
- The Clock that went backwards (Delmar Molasky)
- The Eagle And The Thrush (Algernon Black)
- I Wish I Were (Alan Hewitt, narr.)
- My Playful Scarf (Mary Robeson)
- Mr. Grump and the Dingle School Band (Delmar Molasky)

Peter, please it's pancakes (Lucy Sprague Mitchell; Norman Rose, cant i narr.)
- Pinocchio (Eugene Lowell Singers, cant i narr.)
- Le Songe d'une nuit d'été (W. Shakespeare; Lee Paris, adapt.)
- The Story Of Slow Joe (D. Safier; Norman Rose, narr.)
- Sugar lump town (Mary Robeson; Norman Rose, narr.)
- Wait till the moon is full (Margaret Wise Browns; Algernon Black, narr.)

### Òperes
- El-Armanas Erbe (1923)
- Aufruhr in Burleskien (1932)
- Die Wirtin von Pinsk (1938; estrena mundial el 1938 a Dresden; revisat el 1956)
- Die Bremer Stadtmusikanten (1949; estrena mundial el 1949 a Bremen)
- Double-Trouble o Die Zwillings-Komödie[10] (1954; estrena mundial el 1954 a Louisville)
- Der grüne Kakadu (1958; estrena mundial el 1958 a Hamburg)

#### Inacabades
- Morituri (manuscrit a Wiesbaden, 1953)
- Boleslaw der Schamhafte
- Fraktion Berg
- Der Weiberstreik von Athen

### Orquestra
- Tres Episodis per a gran orquestra (1939; estrena mundial el 1938 in Amsterdam)
- # Rondo misterioso
- # Danza notturno
- # Scherzo cacciato - Finale
- Paganini Ouverture (pub. Nova York, 1941)
- Town Piper Music / Stadtpfeifermusik (Nova York, 1941; estrena mundial el 1943 a Nova York; revisat el 1946)
- Simfonia núm.1 "Rhythm and Variations" (1942; estrena mundial el 1942 a Nova York; pub. Nova York, 1956)
- # Theme and 7 variatios
- # Intermezzo burlesco - Trio
- # Passacaglia (var. 8)
- # Finale. Fantasia and Fugato (var. 9) - Choral (var. 10)
- Concert per a orquestra, basat en Red Army Themes (Nova York, 1942-1943)
- # Allegro
- # Largo
- # Vivace
- Lysistrata, suite de ballet (1946)

### Pel·lícules
- Camarade P.: Ona zasciscaet rodinu (Fridrikh Ermler, 1943)
- Policing Germany (Neil Sullivan, 1945)
- Farewell to Yesterday (1950)
- Herman Merville's Moby Dick (Jerry Winters, Thomas Mitchell; 1955)

### Arranjaments
- Piotr Ilitx Txaikovski: Valse mélancolique, per trombó i piano (1940; pub. Nova York, 1947)
- Aleksandr Borodín: Serenata alla spagnola, per orquestra de corda (pub. 1945)
- Lev Knipper: Patrol of the steppes, per a orquestra, piano i harmonium (pub. 1945)
- Dmitri Xostakóvitx: L'Âge d'or, per orquestra (pub. 1945)
- Nikolái Rimski-Kórsakov: Rhapsody, sobre temes de l'opéra La légende du Tsar Sultan, per conjunt de metalls (pub. Nova York, 1946)
- Aleksandr Spendiaryan: Khaïtarma sobre Krymskiye eskizï (Croquis de Crimée), per orquestra, piano i harmonium (pub. 1946)
- Ivan Ivanovich Dzerjinski: À la frontière (Border to border) de l'òpera Le Don paisible (1947)
- Aram Khatxaturian: La Danse du sabre, extract de Gayaneh (pub. 1947)
- Charles Lecocq: Mademoiselle Angot suite de ballet sobre La Fille de madame Angot, per orquestra de corda (pub. 1958)
- Jacques Offenbach: Extractes dels Contes d'Hoffmann, Orphée aux Enfers, Robinson Crusoé, La Belle Hélène, La vie Parisienne et la Grande Duchesse de Gérolstein.

## Discografia
- Michael Rabin, Dimitri Mitrópoulos; New York Philharmonic - Richard Mohaupt; Concert per a violí. Doremi DHR7951/53, Nova York 1954.